# 桑普塞爾 (密蘇里州)
桑普塞爾（英語：Sampsel）是位於美國密蘇里州利文斯頓縣的非建制地區。

## 歷史
桑普塞爾的郵局於1871年設立，其後於1953年停運。

## 地理
桑普塞爾所處的海拔為高於海平面216米（即709英呎），而該地所採用的時區為UTC-6，即北美中部時區（CST）。同時該地設有夏令時間，為UTC-6調快一小時，即UTC-5（CDT）。